# Kristendom i Sverige

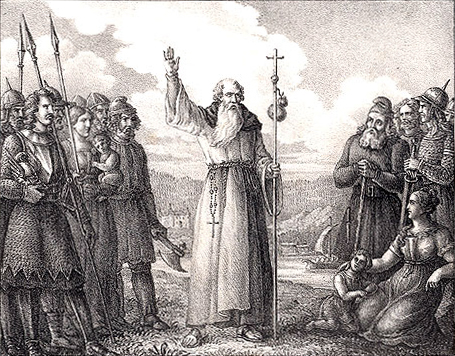
Ärkebiskop Ansgar räknas traditionellt som grundare av katolska kyrkan i Sverige och därigenom den som förde kristendomen till Sverige.

Kristendomen i Sverige avser kristendomens utbredning i Sverige i nutid och historiskt.

## Historik
Det tidigaste spåren av kristendom i Sverige är från 500-talet.[källa behövs] Den första kristna missionen som leddes av Ansgar i Birka år 829 ska ha misslyckats, men från 900-talet påträffas flera spår av kristet gravskick bl.a. i Västmanland och i Västergötland, och kristendomen tycks ha spritt sig gradvis. Den förste svenske kungen som ska ha döpts och förblivit kristen var Olof Skötkonung, som regerade i början av 1000-talet. Sedan den tiden och särskilt under Medeltiden var den officiella kyrkan underställd påven Rom, med vissa särarter som Svenska kyrkan behållit. En sådan var lekfolkets starka ställning som förtroendevalda i församlingarnas styrelse, och även kyrkvärdarna. 
I och med toleransediktet 1781 tilläts vissa andra religioners och kristna samfunds verksamhet i Sverige, men endast bland personer födda i andra länder. Från 1617 hade dock rysk-ortodoxa kyrkan varit tillåten i landet. 

### Katolska kyrkan i Sverige
I juni 1989 blev Johannes Paulus II förste påve att avlägga statsbesök i Sverige.
Från tidig medeltid hade kyrkan i Sverige en särställning och benämndes Ecclesia Suecana. Dess konstitution angav landskapslagarna. Maktförhållandena mellan bönderna, som i Sverige hade ett unikt starkt inflytande i kyrkan, kungamakten och påven i Rom, omförhandlades flera gånger under medeltiden.
Reformationen under 1500-talet betydde att maktförhållandena klargjordes: Från 1531 är relationen med påven i Rom bruten och Ecclesia Suecana fortsatte att vara kyrka för folket i Sverige, utan påven.

### Svenska kyrkan

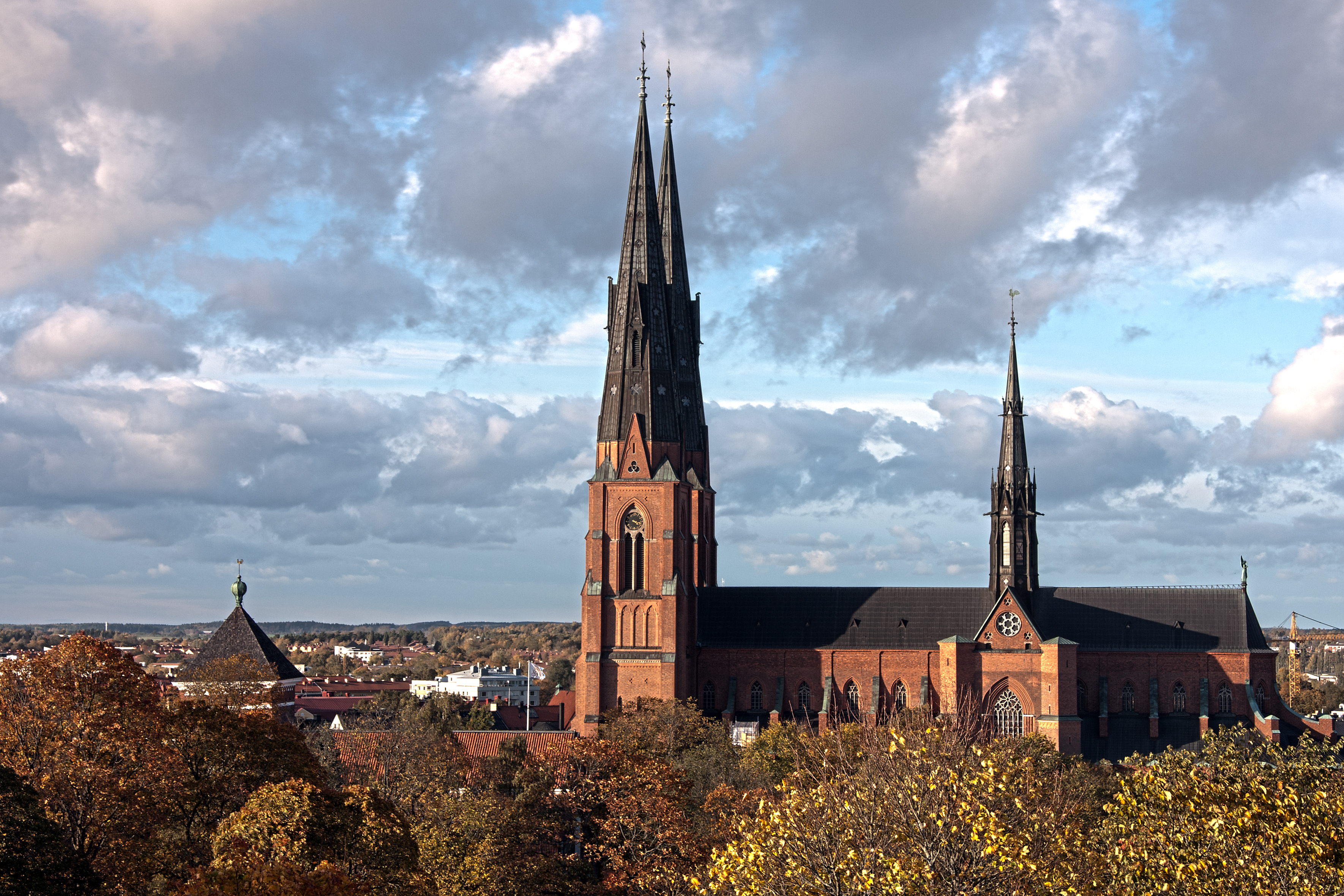
Svenska kyrkans domkyrka är Uppsala domkyrka.

I och med reformationen började luthersk tro komma till Sverige, till exempel genom Västerås riksdag 1527. Hela Bibeln utkom första gången på svenska 1541. På Uppsala möte 1593 bestämdes att den svenska kyrkan skulle vila på den augsburgska bekännelsen och vara Sveriges enda legitima kristna organisation.
Reformationen betydde att kyrkan i Sverige reformerades, vilket medförde att bandet till Rom upplöstes. Kyrkobyggnaderna, församlings- och stiftsindelningen, prästerna och kyrkfolket, fortsatte dock som förut. Den stora skillnaden var att prästerna fick gifta sig och att prästernas barn kunde ärva dem. 
Från svenska kyrkan har många traditioner i Sverige utgått, som jul och påsk, liksom dop, konfirmation, bröllop och begravning.
På ett kyrkomöte den 28 augusti 1995 beslutades, efter långvarig debatt, att från den 1 januari 2000 åtskilja Svenska kyrkan och svenska staten.
Under 1800- och 1900-talen tog man in flera romersk-katolska traditioner i Svenska kyrkan och andra protestantiska samfund, som Luciafirande, julkrubba och ljuständandet vid gravarna på Alla helgons dag. Även en mer sekulär jultradition, som Jultomten, är baserad på ett romersk-katolskt helgon, Sankt Nikolaus.
1925 hölls Stora ekumeniska mötet i Uppsala, under ledning av Nathan Söderblom. Mötet samlade samtliga kristna kyrkosamfund, utom Romersk-katolska kyrkan och Pingströrelsen.

### Frikyrkor
Tiden kring sekelskiftet 1900 var en stormig tid i svensk kristenhet, då de flesta frikyrkorna föddes, och då det moderna, historiskt-kritiska paradigmet fick sitt genombrott inom svensk teologi. Frälsningsarmén, Helgelseförbundet, Fribaptisterna, Svenska Missionsförbundet, Örebromissionen, Adventisterna och Jehovas Vittnen föddes under denna tid. 
Livet i Svenska kyrkan präglades av Nathan Söderblom och nyevangelismen, två läger i fiendskap med varandra, den förre den kyrkliga modernismens huvudman, och den senare fundamentalismens huvudborg. Kampen om den frambrytande bibelkritiken var så häftig, att detta räckte till för att splittra Evangeliska Fosterlandsstiftelsen, där utbrytarna kallade sig för Bibeltrogna Vänner.  
En vattendelare i det teologiska klimatet kring bibelfrågan blev Waldemar Rudins installationsföreläsning i Uppsala 1893, med rubriken "Den gudomliga uppenbarelsens förnedringsgestalt i den heliga skrift", en föreläsning som kom ut i tryck. Rudin, som hade stor anseelse i nyevangeliska kretsar, bröt här försiktigt med fundamentalismen, och det utlöste ett ramaskri. Därefter kom bibelkritiker ofta att hänvisa till denna föreläsning.
Bibelkritiken hade sakta förberetts genom den religiösa liberalismens genombrott i Sverige i slutet av 1800-talet. Viktor Rydberg, Nils Ignell och Pontus Wikner var de viktigaste för att öppna upp för den s.k. "liberalteologin", vars främsta språkrör i Europa var Adolf von Harnack och Albrecht Ritschl. På universiteten blev Fredrik Fehr och Samuel Fries de första att introducera liberalteologin.
Helgelserörelsen satte stort prägel på kyrkolivet vid den tiden. Det säger något om tidens mode att prins Oscar Bernadotte var ledaren för helgelserörelsen i Sverige, och var den som startade de s.k. Södertäljekonferenserna, efter modell av Keswickkonferenserna. Stockholms mest berömde och läste predikant vid den tiden, Fredrik Hammarsten, var också populär i helgelsekretsar, och hade en innerlig kristusmystik.
Mystiken var överhuvudtaget populär. Två beryktade mystika vänkretsar i Stockholm, Bergmankretsen och Flodbergskretsen utgick från tiden strax före sekelskiftet. En sådan blomstring för mystiken skulle Stockholm sedan aldrig se mer. Nathan Söderblom gjorde sitt för att sprida kännedomen om mystiken, genom sin bok om Sadhu Sundar Singh. Denne blev omåttligt populär i Sverige vid sitt besök i Uppsala 1922. 
Det var först med nyortodoxin och barthianismen som mystiken blev impopulär igen, särskilt på 1930-talet. Men många biskopar innan dess var riktiga mystiker, såsom Erling Eidem och Torsten Bohlin. 
Ungkyrkorörelsen satte också sitt prägel på tiden, med sin folkkyrkotanke. Den var typisk för de nationalistiska stämningar som rådde vid den tiden i svensk kristenhet. 
Lev Tolstoj var ett av tidens hetaste debattämnen, och satte igång det som kallats "Bergspredikoväckelsen". Tolstojs främste lärjunge i Sverige blev "vandrarprästen" David Petander, i vilken radikalpietismen fick en renässans i Sverige.

## Kända personer
- ärkebiskop Ansgar, traditionellt grundare av katolska kyrkan i Sverige under Medeltiden
- Heliga Birgitta, svenskt helgon
- Fredrik Olaus Nilsson
- Carl Olof Rosenius
- Nathan Söderblom
- Elisabeth Hesselblad
- Lewi Petrus
- Bo Giertz

## Kända rörelser
- Equmeniakyrkan
- Evangeliska Frikyrkan
- Frälsningsarmén
- Jehovas vittnen
- Katolska kyrkan i Sverige
- KFUM-KFUK
- Missionsprovinsen
- Pingströrelsen
- Svenska kyrkan
- Trosrörelsen

### Fotnoter
1. ↑  Vikingakvinnan Kata en av de första kristna svenskarna, Svt 2017-09-10
2. ↑  ”Påvebesök i Sverige juni 1989”. Katolsk historisk förening i Sverige. 27 september 2004. Arkiverad från originalet den 18 april 2010. https://web.archive.org/web/20100418015616/http://hem.passagen.se/katolskhistoria/paven.htm. Läst 17 oktober 2012.
3. ↑  ”Första kyrkolagsutskottets betänkande 1996:8”. Svenska kyrkan. 28 april 1996. Arkiverad från originalet den 24 september 2015. https://web.archive.org/web/20150924134124/http://www.svenskakyrkan.se/km_om_96/km/bet/b1kl008.htm. Läst 17 oktober 2012.
4. ↑  Birgitta Johansson (6 december 2012). ”Nikolaus banade vägen för tomten”. Helsingborgs dagblad. http://www.hd.se/2012-12-06/nikolaus-banade-vagen-for-tomten. Läst 5 februari 2017.
5. ↑  ”Den lokala ekumeniken krackelerar”. Claphaminstitutet. 11 december 2009. http://claphaminstitutet.se/2009/12/11/den-lokala-ekumeniken-krackelerar/. Läst 5 februari 2017.